# Spominski znak Robič 1991
Spominski znak Robič 1991 je spominski znak Slovenske vojske, ki je namenjen udeležencem (TO RS, carina in policija) blokade mejnega prehoda Robič leta 1991.
Znak je bil ustanovljen 14. oktober 1998.

## Opis
Spominski znak ROBIČ 1991 ima obliko ščita v kombinaciji modre, zlate in zelene barve. Na zgornjem delu, kjer je barva modrega neba, je z zlatimi črkami napis ROBIČ, na spodnjem delu ščita pa je na zeleni podlagi z zlato barvo zapisan datum 28. VI.1991. V sredini znaka je obris krnskega pogorja v zlati barvi.

## Nadomestne oznake
Nadomestna oznaka je modre barve z zlatim lipovim listom, ki ga križa puška.

## Nosilci
- seznam nosilcev spominskega znaka Robič 1991